# Chrysanthrax multicolor
Chrysanthrax multicolor är en tvåvingeart som först beskrevs av Jacques-Marie-Frangile Bigot 1892.  Chrysanthrax multicolor ingår i släktet Chrysanthrax och familjen svävflugor. Inga underarter finns listade i Catalogue of Life.